# Carlo Clerici
Carlo Clerici (ur. 3 września 1929 w Zurychu – zm. 28 stycznia 2007) – szwajcarski kolarz, zwycięzca wyścigu Giro d’Italia w 1954 r. 
Jako kolarz debiutował w 1953 r., reprezentując Włochy w Giro d’Italia, rok później po raz kolejny wystartował w wyścigu, reprezentując włoski zespół Guerra – Ursus. Mimo iż nie miał jak dotąd w karierze, żadnych znacznych sukcesów, wygrał. 
W późniejszych latach występował ponownie w charakterze pomocnika w peletonie, a jego jedynym sukcesem po zwycięstwie w Giro d’Italia, było mistrzostwo Zurychu w 1955 r. Karierę zakończył w 1958 r. 